# Tuffi ai Giochi della V Olimpiade - Piattaforma femminile
La competizione della piattaforma femminile  di tuffi ai Giochi della V Olimpiade si tenne i giorni 10 e 13 luglio 1912 a Djurgårdsbrunnsviken, Stoccolma.

## Risultati
Questa è stata la prima competizione olimpica di tuffi femminile e consisteva di due tuffi obbligatori da 5 metri e tre tuffi obbligatori da 10 metri.

### Qualificazioni
Si disputarono 2 serie. I vincitori di ogni serie e i restanti sei migliori punteggi avanzarono alla finale.
| Pos. | Atleta          | Nazione     | PO | MPT  |
| ---- | --------------- | ----------- | -- | ---- |
| 1    | Greta Johansson | Svezia      | 5  | 36,2 |
| 2    | Lisa Regnell    | Svezia      | 13 | 34,1 |
| 3    | Isabelle White  | Regno Unito | 14 | 33,9 |
| 4    | Tora Larsson    | Svezia      | 21 | 31,0 |
| 5    | Selma Andersson | Svezia      | 23 | 30,6 |
| 6    | Elsa Andersson  | Svezia      | 25 | 29,7 |
| 7    | Willy Thulin    | Svezia      | 35 | 25,0 |
| 8    | Märta Adlerz    | Svezia      | 39 | 21,9 |

| Pos. | Atleta          | Nazione | PO  | MPT  |
| ---- | --------------- | ------- | --- | ---- |
| 1    | Ella Eklund     | Svezia  | 7   | 34,4 |
| 2    | Elsa Regnell    | Svezia  | 8   | 34,9 |
| 3    | Gerda Johansson | Svezia  | 16  | 28,7 |
| 4    | Dagmar Nilsson  | Svezia  | 19  | 27,3 |
| 5    | Ester Edström   | Svezia  | 23  | 26,3 |
| -    | Hanny Kellner   | Austria | DNF | DNF  |

### Finale
| Pos.    | Atleta          | Nazione     | Punteggi Giudici | Punteggi Giudici | Punteggi Giudici | Punteggi Giudici | Punteggi Giudici | Punteggi Giudici | Punteggi Giudici | Punteggi Giudici | Punteggi Giudici | Punteggi Giudici | Totale | Totale |
| Pos.    | Atleta          | Nazione     | Giudice 1        | Giudice 1        | Giudice 2        | Giudice 2        | Giudice 3        | Giudice 3        | Giudice 4        | Giudice 4        | Giudice 5        | Giudice 5        | Totale | Totale |
| Pos.    | Atleta          | Nazione     | PO               | PT               | PO               | PT               | PO               | PT               | PO               | PT               | PO               | PT               | PO     | MPT    |
| ------- | --------------- | ----------- | ---------------- | ---------------- | ---------------- | ---------------- | ---------------- | ---------------- | ---------------- | ---------------- | ---------------- | ---------------- | ------ | ------ |
| Oro     | Greta Johansson | Svezia      | 1                | 40.5             | 1                | 35,0             | 1                | 39,0             | 1                | 44,0             | 1                | 41,0             | 5      | 39.9   |
| Argento | Lisa Regnell    | Svezia      | 2                | 37.5             | 3                | 32,5             | 2                | 34,0             | 2                | 39,5             | 2                | 36,5             | 11     | 36.0   |
| Bronzo  | Isabelle White  | Regno Unito | 3                | 35.5             | 2                | 33,5             | 4                | 31,0             | 5                | 34,5             | 3                | 35,5             | 17     | 34.0   |
| 4       | Elsa Regnell    | Svezia      | 3                | 35.5             | 6                | 27,5             | 3                | 33,5             | 4                | 35,0             | 4                | 34,5             | 20     | 33.2   |
| 5       | Ella Eklund     | Svezia      | 5                | 32.0             | 4                | 28,0             | 4                | 31,0             | 3                | 36,0             | 6                | 32,5             | 22     | 31.9   |
| 6       | Elsa Andersson  | Svezia      | 6                | 30.5             | 4                | 28,0             | 4                | 31,0             | 6                | 34,0             | 5                | 33,0             | 25     | 31.3   |
| 7       | Selma Andersson | Svezia      | 8                | 28.0             | 7                | 25,5             | 7                | 27,5             | 7                | 32,5             | 7                | 28,0             | 36     | 28.3   |
| 8       | Tora Larsson    | Svezia      | 7                | 29.5             | 8                | 23,0             | 8                | 25,0             | 8                | 31,5             | 8                | 25,0             | 39     | 26.8   |